# ラダラン

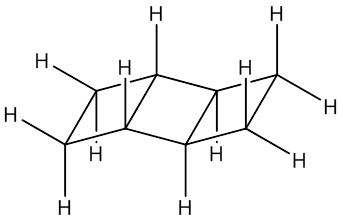
単純なラダランの構造

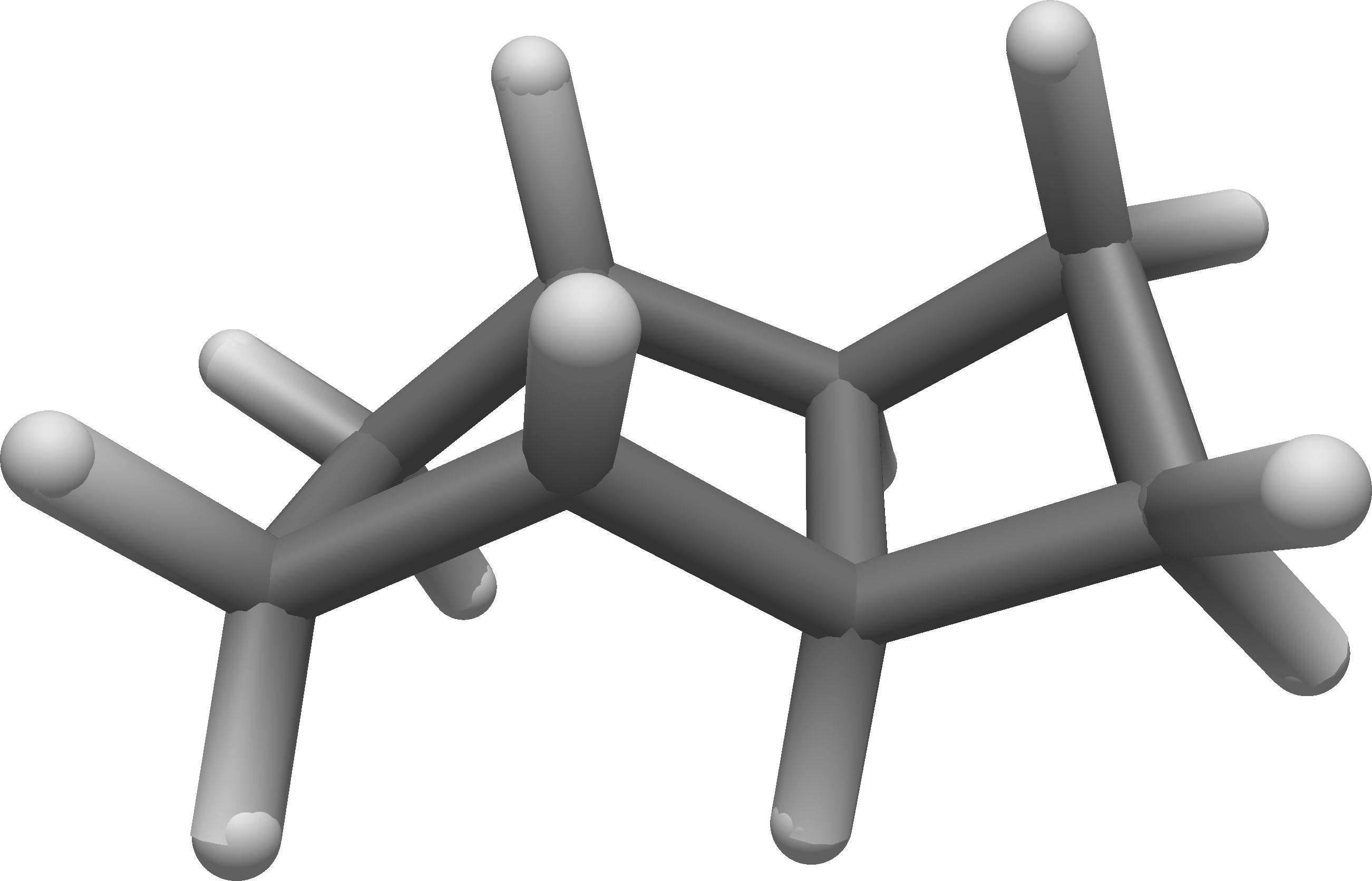
[3]-ラダラン分子のリコリス模型

化学において、ラダラン(英: ladderane)は2つ以上の縮合したシクロブタン環をもつ有機化合物をいう。この名前は縮合シクロブタン環が梯子(ラダー、ladder)のように見えることに由来する。さまざまな長さのラダラン化合物を合成するためのアプローチがいくつも提案されており、その多くの反応機構に[2+2] 光環化付加反応がかかわる。この反応はひずんだ4員環を容易に形成できる。天然で産生されるラダランとしては、嫌気性アンモニア酸化細菌の一属、Planctomycetotaのアナモキソソーム膜で同定されたものが知られている。

## 命名法

### 鎖長

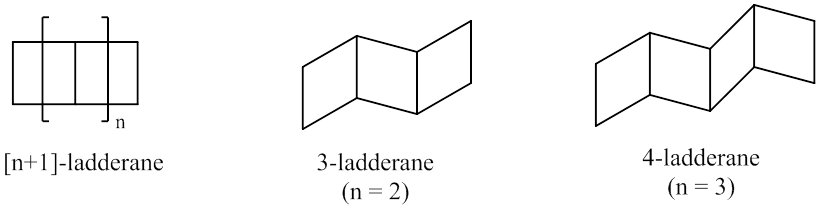
ラダランの命名法

さまざまな合成アプローチにより多様な長さのラダランが得られており、ラダラン類を連続する環の数にもとづいて記述する分類体系が考案されている。ラダランの命名において、「ラダラン」に角括弧でかこんだ長さを表わす数字を前置する。この数字は、2つのシクロブタンで共有されている結合の数(図中n)に1を足したものに等しい。
3つ以上の環をもつラダランは環状につながり、平行する二つのシクロアルカンが結合したような化合物を形成することができる。この種の化合物はプリズマンと呼ばれる。

### 立体化学

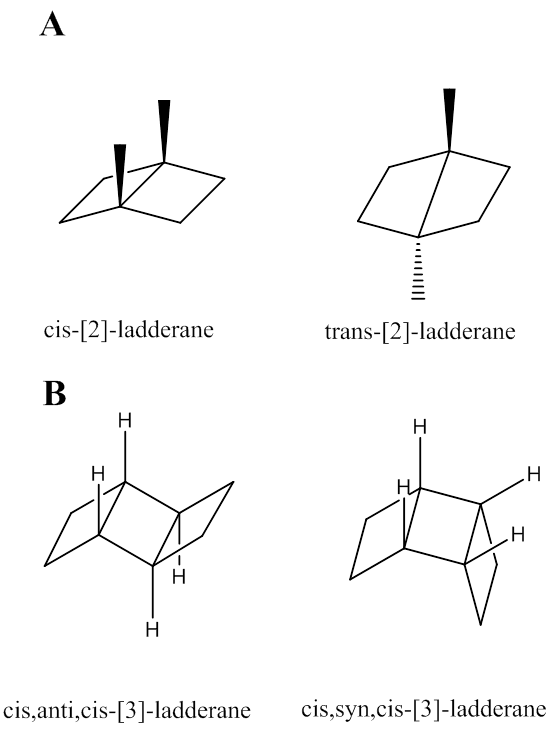
A: シス-[2]-ラダランとトランス-[2]-ラダラン
B: anti-[3]-ラダランとsyn-[3]-ラダラン

ラダラン類には2種類の立体化学関係がある。1つはシクロブタン環の縮合部に結合する水素原子の相対的位置関係である。これらの水素原子はシス–トランスの2つの配座をとりうる。トランス-ラダランは環ひずみをもつためにいまだ合成されていない。
2つめは3連続するシクロブタン環の立体化学的配向である。この関係はn ≥ 2のラダランにのみ存在する。両端の環が、中央の環の面からみて同面側にくる場合はsyn-、逆面側にくる場合はanti-と呼ばれる。

## 合成
さまざまな実験室レベルの合成法によりラダラン化合物が合成されている。主要な3つの手法として、(1)ポリエン前駆体の二量化、(2)環1つずつ(もしくは2つずつ)の段階的環化付加、(3)オリゴマー化があげられる。以下にラダラン合成法をいくつか例示する。

### シクロブタジエン二量化
シクロブタジエンの二量化により、反応条件によってsyn体およびanti体両方のラダランを得ることができる。syn体合成の第一歩はナトリウムアマルガム 存在下でシス-3,4-ジクロロシクロブテンから1,3-シクロブタジエンを生成する反応である。反応物はメタレーションをうけた反応中間体を経て1,3-シクロブタジエンをあたえ、これが二量化によりsyn-ジエンを形成する。二重結合を水素化することにより飽和化合物syn-[3]-ラダランが得られる。
anti体を得るには、cis-3,4-ジクロロシクロブテンをリチウムアマルガム存在下で処理する。リチウム誘導体はC-Cカップリング反応を起こし開環二量体構造をあたえる。この中間体が反応してanti-ジエンを形成し、これを水素化することによりanti-[3]-ラダランが得られる。

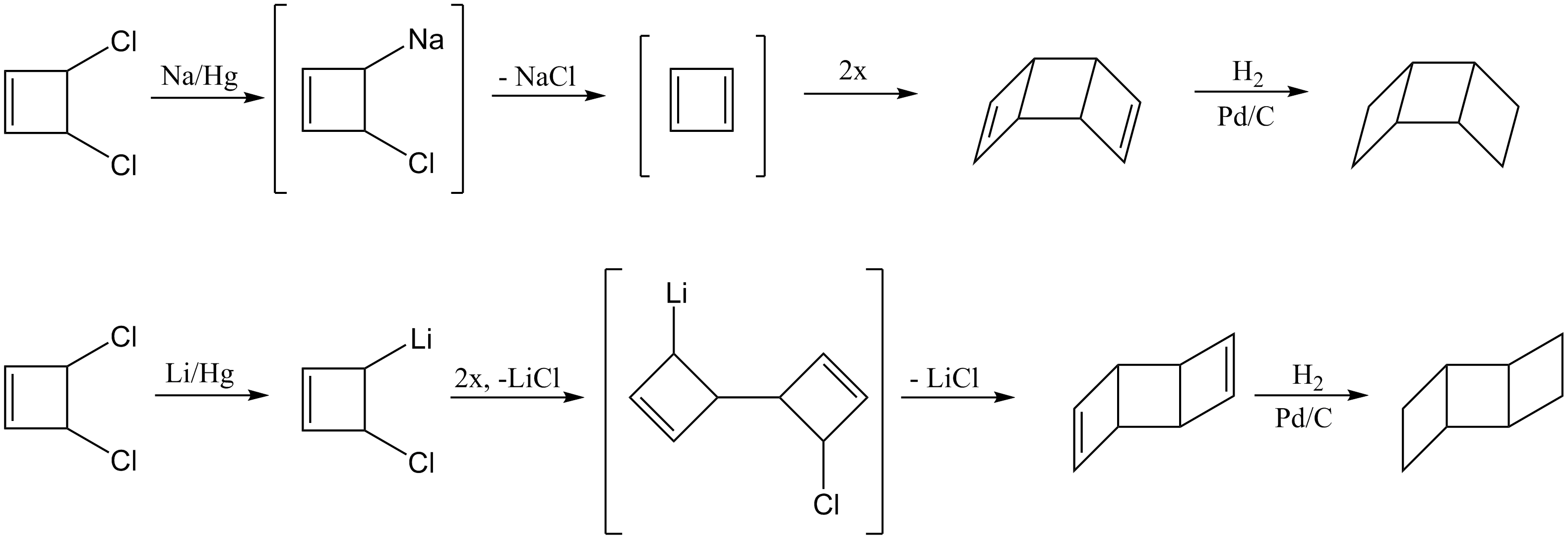
環化によるラダラン合成

### [4]-ラダランの合成
Martinらにより[4]-ラダランを合成する異なる合成アプローチが開発されている。第一歩として[2]-ラダランを2当量の無水マレイン酸とアセチレンの付加により形成する。残り2つの環はランバーグ・バックランド環縮小により形成する。

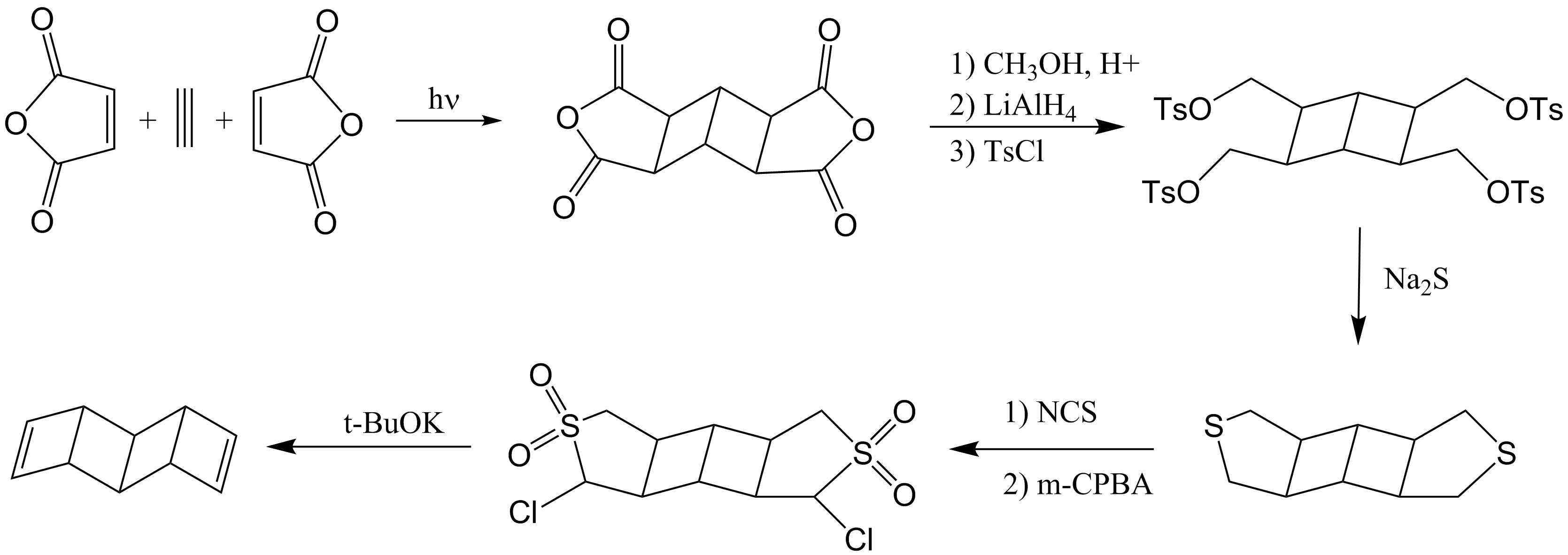
[4]-ラダランの合成経路

### 長鎖ラダラン合成
13シクロブタン環を含む長いラダランの合成がMehtaらにより達成されている。この過程にはジカルボメトキシシクロブタジエンFe(CO)
3 錯体からの低温下in situ生成とヘキサニトラトセリウム(IV)酸アンモニウム(CAN)の付加がかかわる。ブタジエンの生成により急速に最大でn = 13に達する[n]-ラダラン混合物が、総収率55%で得られる。この手法により合成される全てのラダランは、かならず1箇所cis,syn,cis構造をもつ。この結果は、下記のとおり最初シクロブタジエンの二量化は生成物としてsyn体を好むことに由来する可能性がある。さらなる二量化は立体障害によりanti体のみを生じうる。

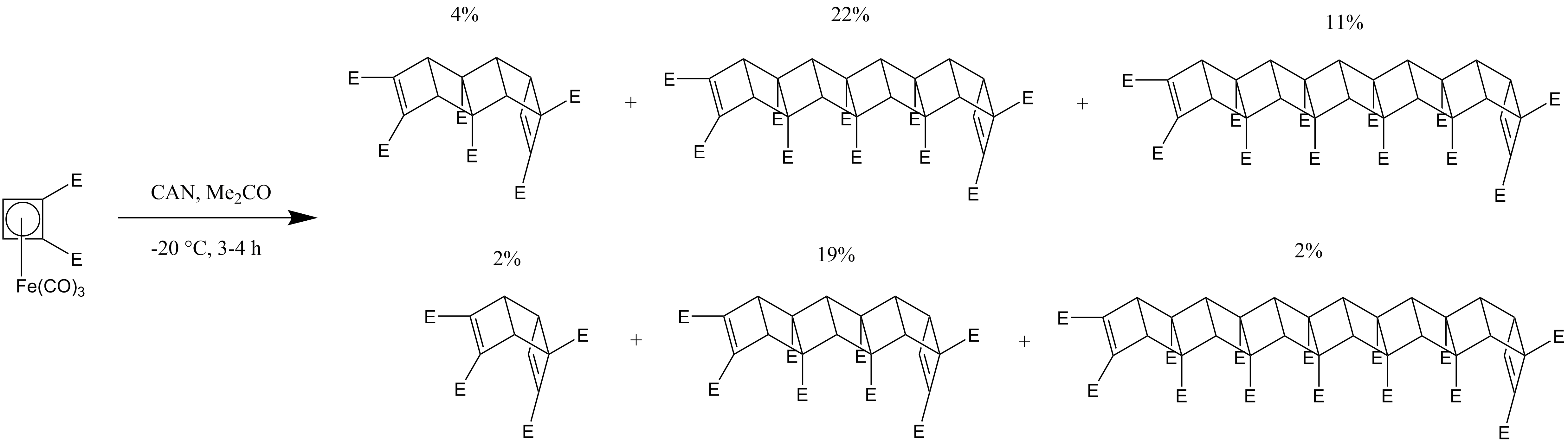
長鎖ラダラン合成経路。E = CO2Me

### ポリエン前駆体の二量化
上記反応群ではラダランは2つのポリエンの二重結合間の[2+2]光環化付加反応が複数段起こることにより形成される。このアプローチでは、前駆体が別のより起こりやすい光励起経路を通ってしまうことによる複雑さをともなう。これらの副反応は2つのポリエンを互いに平行に保つためのスペーサーを添加し、[2+2]環化付加反応のみを起こさせることで抑制される。
この種の反応において一般的に用いられるスペーサーの1つが[2.2]パラシクロファン系である。十分な剛性をもち、ポリエンを環化付加が起こりうる近さで保つことができる。

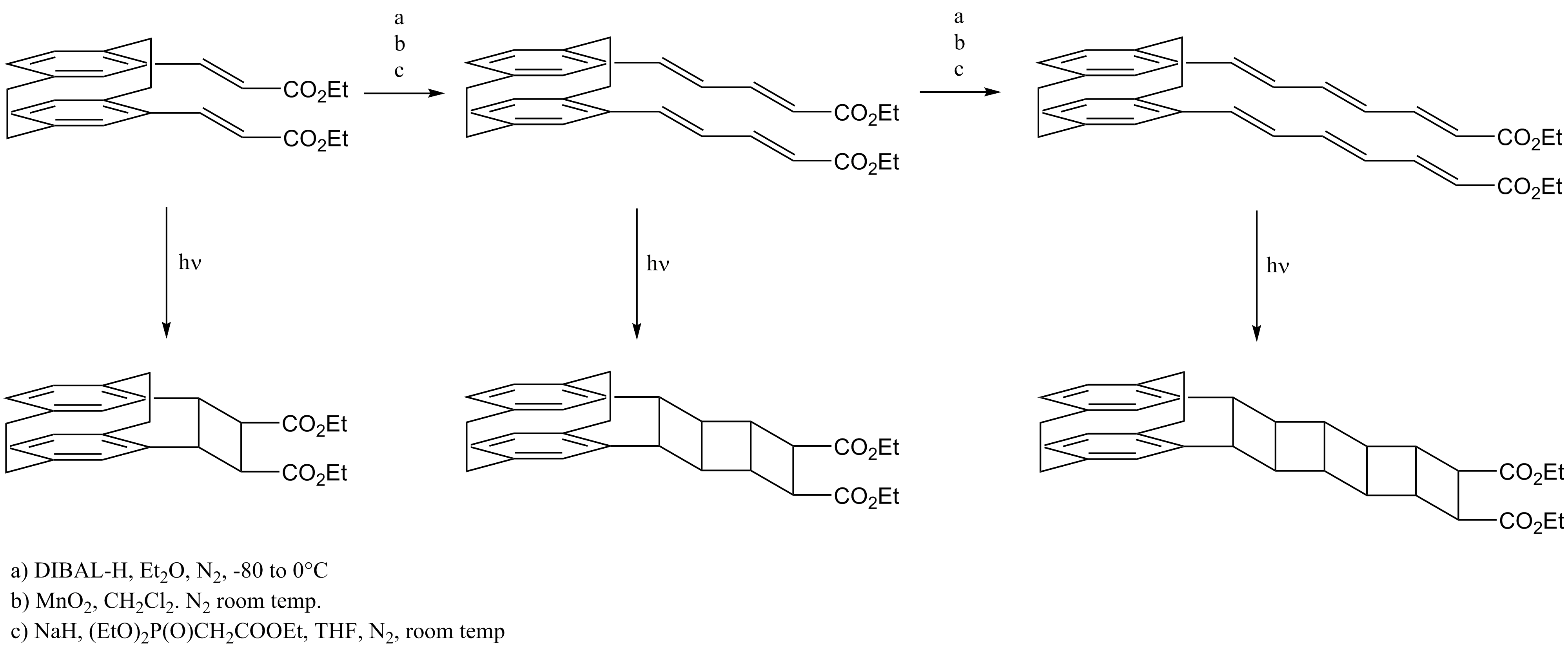
ポリエン二量化によるラダラン合成

MacGillivrayらは、固相の組織化された溶媒フリー環境で共有結合合成を行う超分子アプローチにより、2つのポリエンを分子間反応させてラダランを得ることができると実証した。具体的には、固相中での反応性制御に直線状テンプレートとしてはたらく分子を用いることにより、レゾルシノール(または誘導体)と全トランス-ビス(4-ピリジル)ポリ-m-エンを共結晶させ、4つの構成要素からなる分子集合体、2(レゾルシノール)・2(4ピリジルポリ-m-エン)を生じさせる。この集合体では各レゾルシノールが2つのO—H···N水素結合により事前組織化し、2つのポリ-m-エンが[2+2]光付加を起こす。2つのポリ-m-エンが、テンプレート分子により平行かつC=C結合同士が距離<4.2 Åの光反応に適した位置に保たれる。この固体に紫外線を照射することにより、C=C結合が反応して縮合シクロブタン環を生じて目的の[n]ラダランが生成する。このような4要素超分子集合体2つに広帯域紫外線照射をおこなうことにより、対応するラダランがグラムスケールの定量的な収率で、かつ立体選択性をもって合成できる。

## 生物学的背景

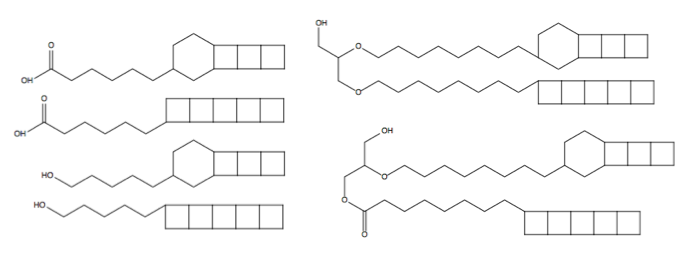
アナモキソソームにみられるラダラン脂質

ラダランが初めて同定されたのは、プランクトミケス門に属する稀な嫌気性アンモニウム酸化細菌からである。これらの細菌はアンモニウム酸化異化反応をアナモキソソームと呼ばれる細胞内小器官に隔離して行う。嫌気性アンモニア酸化は、アンモニウムを最終電子受容体である亜硝酸イオンをもちいて酸化されて窒素ガスへと酸化する過程である。この過程の中間体として生じるヒドラジンとヒドロキシルアミンは極めて毒性が高い。この酸化過程により、アナモキソソームの細胞質側表面にプロトン勾配が生じる。プロトン勾配の散逸は膜結合型ATPアーゼによるADPリン酸化とカップリングしている。
アナモキソソームは右図のようなラダラン脂質に富む。Brocadia anammoxidansおよびKuenenia stuttgartiensisのアナモキソソーム膜の解析によると、膜脂質の50%以上がラダランからなる。アナモキソソームにラダランが顕著に多いことから、その膜は例外的に密度が高く、浸透性が低い。この浸透性の低さによりプロトン勾配の受動拡散が抑えられている可能性がある。嫌気性アンモニウム酸化は代謝速度が比較的低いことから、嫌気性アンモニウム酸化細菌にとってプロトン勾配の受動拡散は特に有害かもしれない。また、低い浸透性は高毒性の変異誘発物質であり、生体膜を通過しやすいヒドラジンおよびヒドロキシルアミンを隔離しているという仮説もある。これらの中間体が漏れ出すと異化効率が下がるだけでなく、DNAなどの重要な細胞構成物質に損傷を与える可能性がある。

### ラダラン脂質の合成
天然に産生する[5]-ラダラン脂質、ペンタシクロアナモキシ酸はイライアス・コーリーらによって合成経路が確立されている。まず、シクロオクタテトラエンの臭素化ののち環化によりシクロヘキサジエンを生成する。このシクロヘキサジエンをアゾジカルボン酸ジベンジルにより捕捉する。官能基修飾ののちシクロペンテノンとの[2+2]光環化付加反応により2つめのシクロブテン環を生成する。カルボニル基を保護し、N
2脱離反応を行い2つの縮合したシクロブタン環を生成する。最後のシクロブタン環をウルフ転位により形成し、ウィッティヒ反応によりアルキル鎖を導入する。

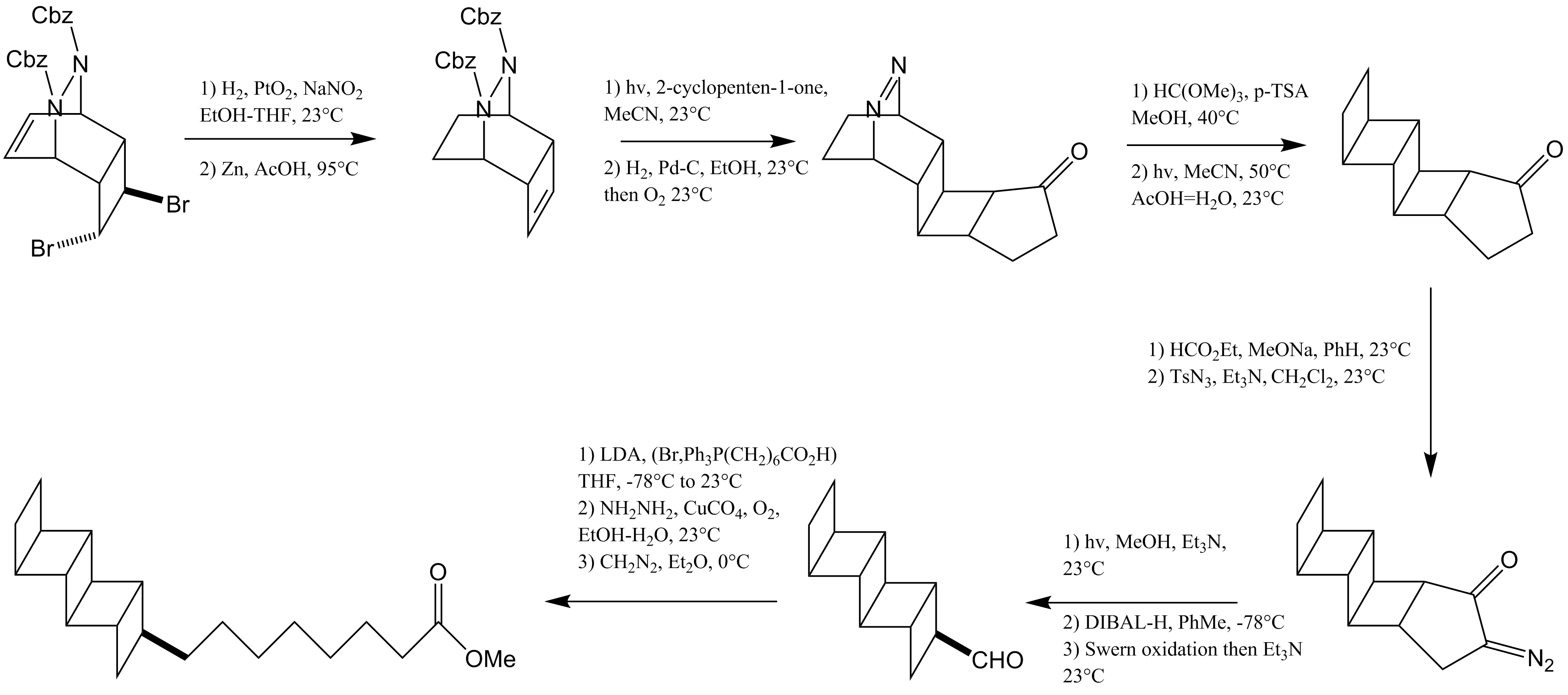
[5]-ラダラン含有脂肪酸、ペンタシクロアナモキシ酸の合成経路

2016年、スタンフォード大学のBurnsらは[3]-および[5]-ラダラン脂質テールのエナンチオ選択的合成とそれらのホスファチジルコリンへの完全な導入を報告した。どちらの合成経路もまず[2]-ラダランビルディングブロックとしてのビシクロ[2.2.0]ヘキセンをランバーグ・バックランド反応により調製する。[5]-ラダラン含有脂肪酸の合成経路ではこの中間体を2量化させ全anti-[5]ラダラン炭化水素を形成する。マンガンポルフィリン触媒によるC-H塩素化および脱離反応により[5]-ラダランを不飽和化する。ヒドロホウ素化およびツヴァイフェル反応により直鎖アルキル基を導入する。

[3]-ラダラン合成経路ではまず臭化ベンゾキノンとビシクロ[2.2.0]ヘキセンとを[2+2]光環化付加反応させる。H–Br脱離および有機亜鉛化合物付加によりアルキルアルコールを導入する。ヒドラジン仲介脱酸素反応ののちクラブトリー触媒によりシクロヘキサン環を得る。